# Велика Кузьминка
Велика Кузьминка (рос. Большая Кузьминка) — село у Липецькому районі Липецької області Російської Федерації.
Населення становить 998  осіб. Належить до муніципального утворення Большекузьминська сільрада.

## Історія
З 13 червня 1934 до 1954 року у складі Воронезької області. Відтак входить до складу Липецької області.
Згідно із законом від 2 липня 2004 року №114-оз органом місцевого самоврядування є Большекузьминська сільрада.

## Населення
| 2010 | 2012 | 2013 | 2014 | 2015 | 2016 | 2017  |
| ---- | ---- | ---- | ---- | ---- | ---- | ----- |
| 799  | ↘767 | ↘748 | ↘715 | ↗811 | ↗952 | ↗1035 |
| 2018 |      |      |      |      |      |       |
| ↘998 |      |      |      |      |      |       |